# 212 (piosenka)
212 – debiutancki singel amerykańskiej raperki Azealii Banks. W utworze pojawia się sampel kompozycji „Float My Boat” autorstwa belgijskiego DJ-a Jefa Martensa i jego brata Toona, ukrywających się pod pseudonimem „Lazy Jay”. Zajęli się oni także produkcją singla Banks. Został on wydany 6 grudnia 2011 w Wielkiej Brytanii w celach promocji EPki 1991. W 2014 znalazł się też na debiutanckim albumie artystki, Broke with Expensive Taste.
Tytuł piosenki jest odniesieniem do numeru kierunkowego nowojorskiego okręgu Manhattan, gdzie dorastała raperka.
We wrześniu 2011 wydawnictwo zostało wybrane na „Nagranie Roku” przez redakcję BBC Radio 1. Utwór był umieszczany przez krytyków na listach najlepszych przebojów roku 2011, między innymi przez serwis Pitchfork i magazyn „The Guardian”.